# Movimento dos Barcos
"Movimento dos Barcos" é uma canção composta por Jards Macalé e Capinam em 1971.

## Gravações
Maria Bethânia lançou a música no seu show Rosa dos Ventos, de 1971. O próprio Jards incluiu-a no seu álbum de estréia, de 1972.
No festival Phono 73, Jards cantou a música mas foi mal recebido pelo público, que se impacientou com as sutilezas melódicas.
Foi regravada por Toni Platão e Ava Rocha.
A gravação de Jards Macalé foi incluída na videoarte Posseidon é Cabra, Abelha e o Movimento dos Barcos (2016), de Danielle Fonseca.

## Características
Jards Macalé compôs Movimento dos Barcos logo depois de romper com o movimento tropicalista. A letra de Capinam fala sobre desilusões e fracassos, tanto do ponto de vista pessoal quanto político, diante do endurecimento da ditadura militar